# Tiszalúc, Borsod-Abaúj-Zemplén
Tiszalúc este un sat în districtul Szerencs, județul Borsod-Abaúj-Zemplén, Ungaria, având o populație de 5.475 de locuitori (2011). 

## Demografie
Componența etnică a satului Tiszalúc
     Maghiari (90,85%)
     Romi (8,7%)
     Necunoscut (0,24%)
     Alții (0,2%)
Componența confesională a satului Tiszalúc
     Romano-catolici (40,11%)
     Reformați (29,59%)
     Fără religie (8,02%)
     Greco-catolici (1,1%)
     Necunoscută (20,8%)
     Alte religii (1,1%)
Conform recensământului din 2011, satul Tiszalúc avea 5.475 de locuitori. Din punct de vedere etnic, majoritatea locuitorilor (90,85%) erau maghiari, cu o minoritate de romi (8,7%). Apartenența etnică nu este cunoscută în cazul a 0,24% din locuitori. Nu există o religie majoritară, locuitorii fiind romano-catolici (40,11%), reformați (29,59%), persoane fără religie (8,02%) și greco-catolici (1,1%). Pentru 20,8% din locuitori nu este cunoscută apartenența confesională.